# 深圳宝安国際空港
深圳宝安国際空港（しんせんほうあんこくさいくうこう、シェンチェンバオアンこくさいくうこう、中国語: 深圳宝安国际机场）は、中華人民共和国・広東省深圳市に位置する国際空港である。

## 概要
1991年10月12日に開港し、香港国際空港、広州白雲国際空港と並ぶ中国南部の3大空港に数えられる。深圳航空が当空港をハブ空港としている。2010年、UPS航空がアジア地域拠点をフィリピンのクラーク国際空港から移転した。
中国では6番目に利用客・発着数が多い空港であり、今後の利用増に対応するため、拡張工事が進められている。2011年7月26日、平行滑走路が完成した。新ターミナルの建設工事は2008年に着手。2013年11月28日に供用が開始され、それまで使われていた3つのターミナルは閉鎖された。

## 旅客ターミナル
2013年11月28日に供用が開始された新ターミナルは延床面積45万平方メートル、南北1,050メートル、東西600メートルの巨大な建築物である。地上4階、地下2階、62箇所の搭乗ゲートがある。チェックインや出入国審査機能を備えるターミナルビル本体と、上空から見ると十字の形になっている搭乗ゲートビルに分かれてる。チェックイン・エリアはA-Hのカウンターに分かれ、全部で192箇所の窓口がある。内部は六角形のモチーフを多用した設計で、イタリアの建築家マッシミリアーノ・フクサスによる斬新なデザインは完成当初、話題になった。構造設計はドイツのニッパーズ・ヘルビッグが担当した。

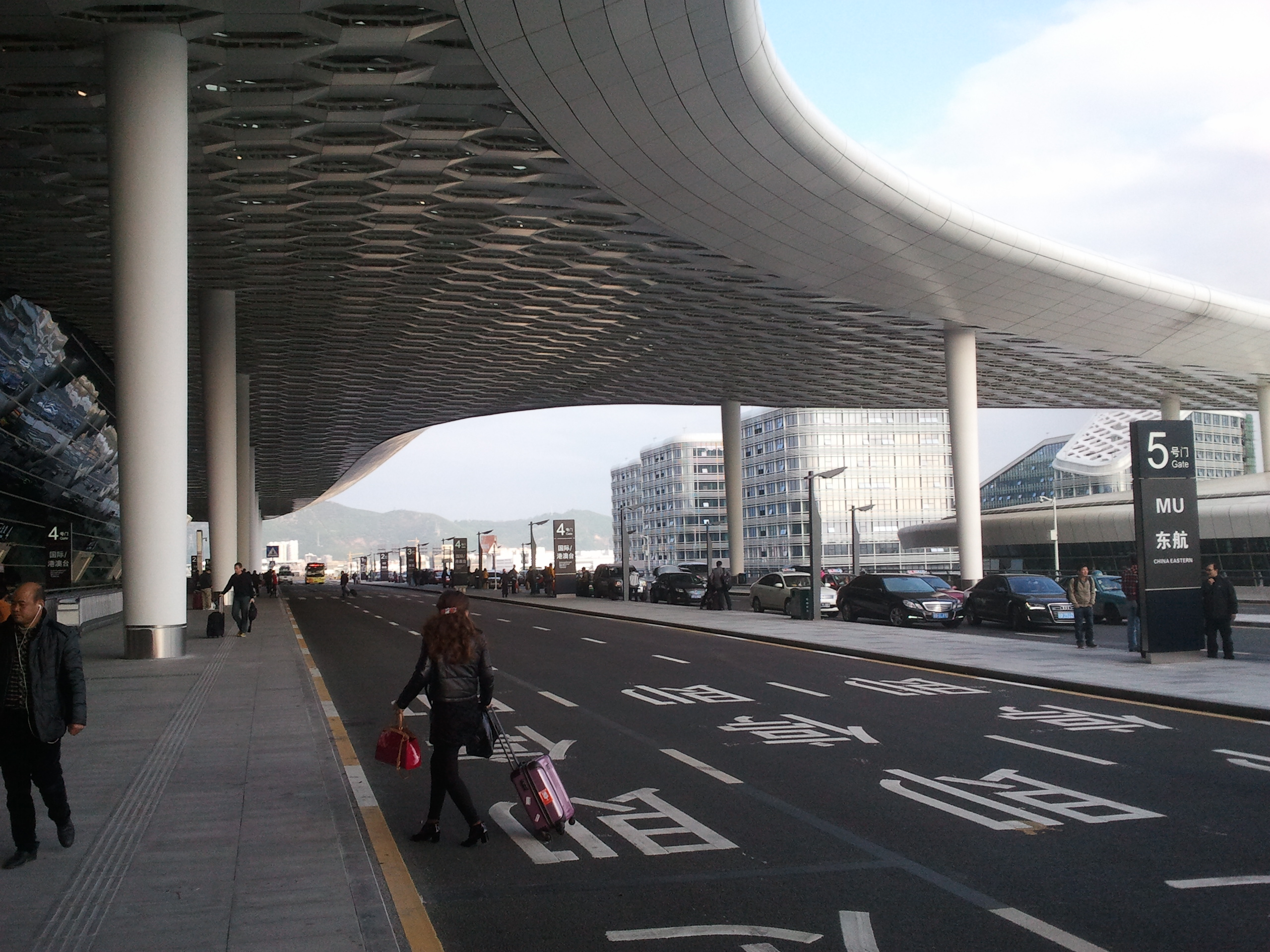
エントランス
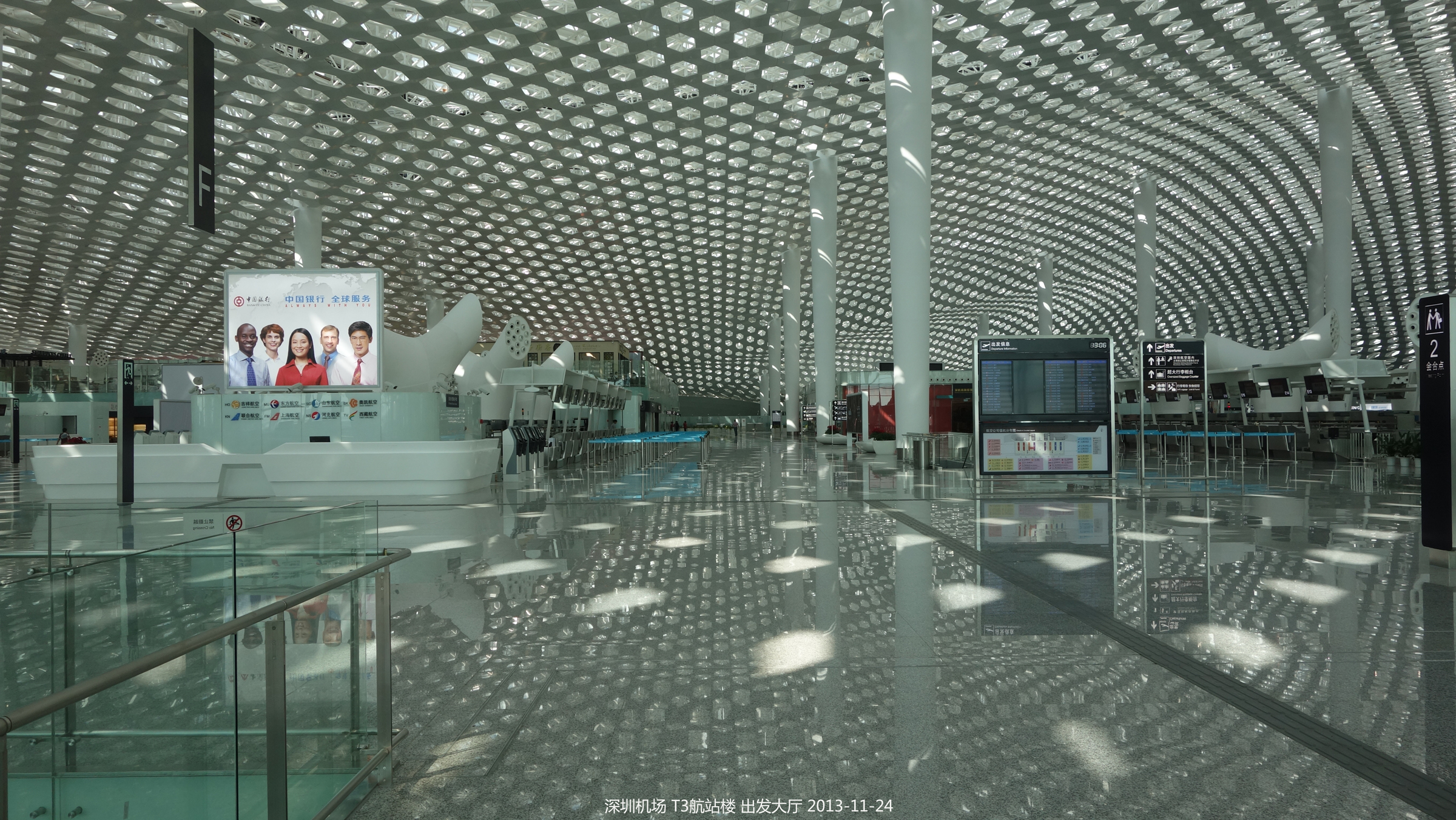
ターミナル内部
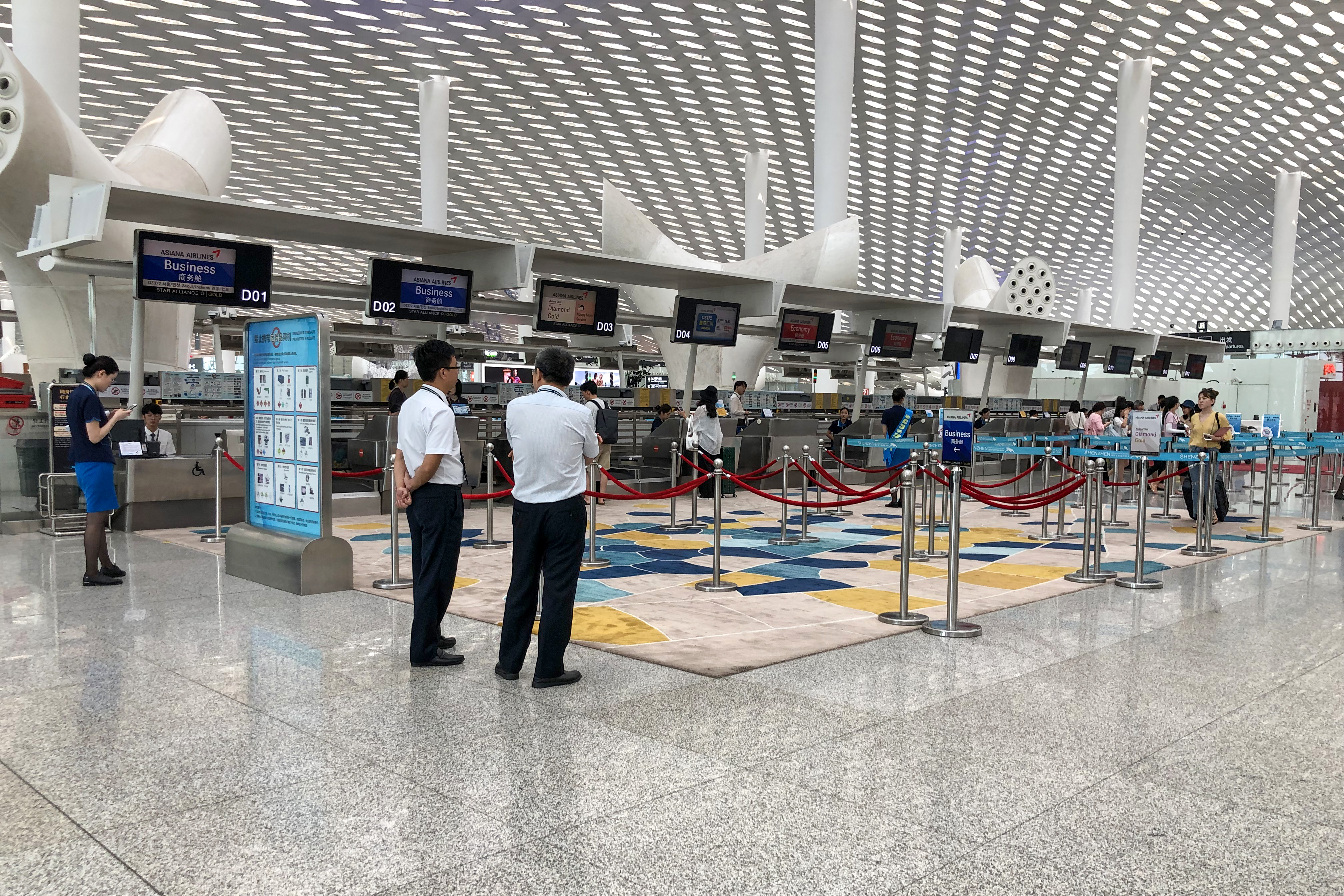
チェックイン
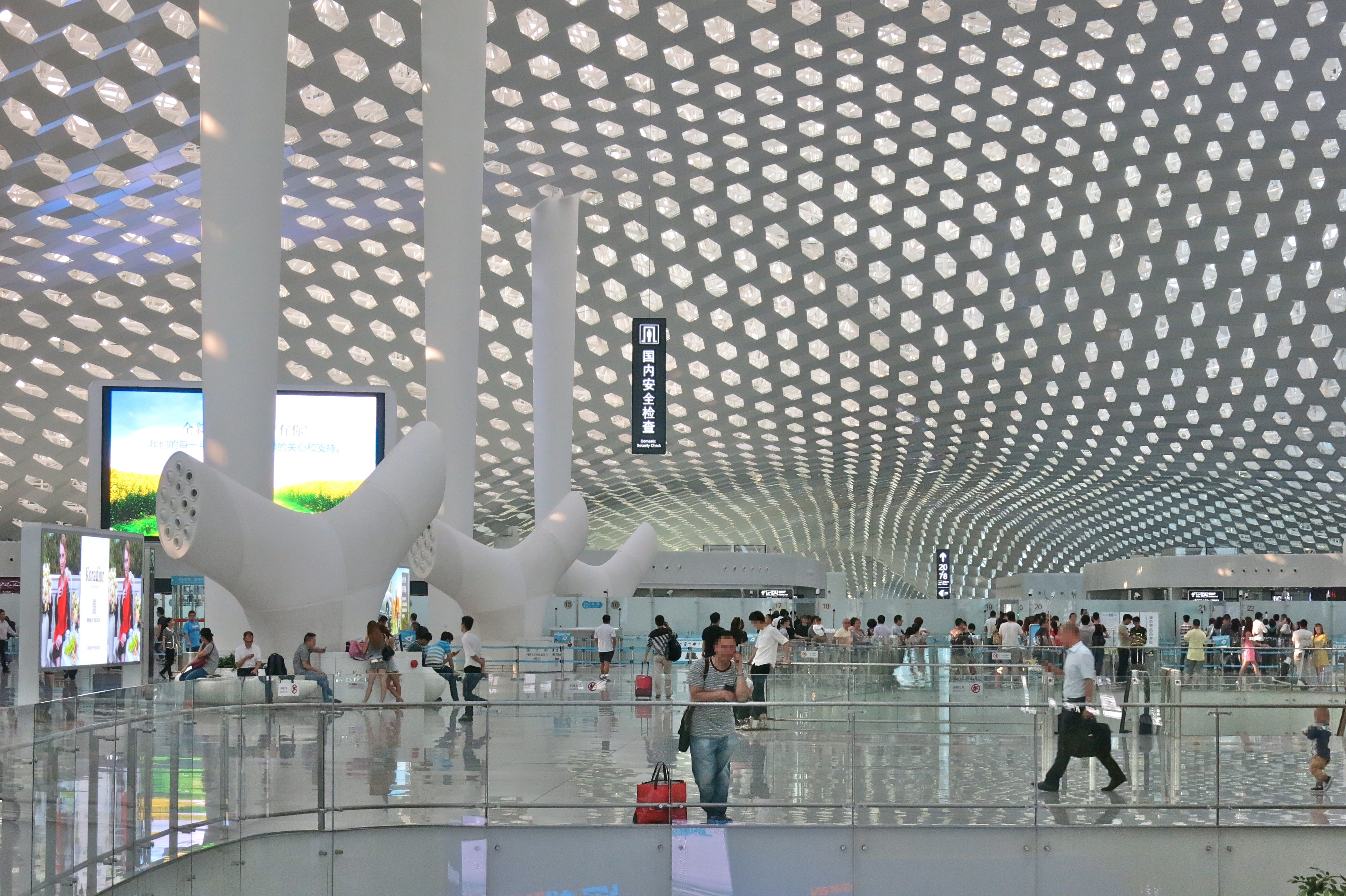
天井の造形
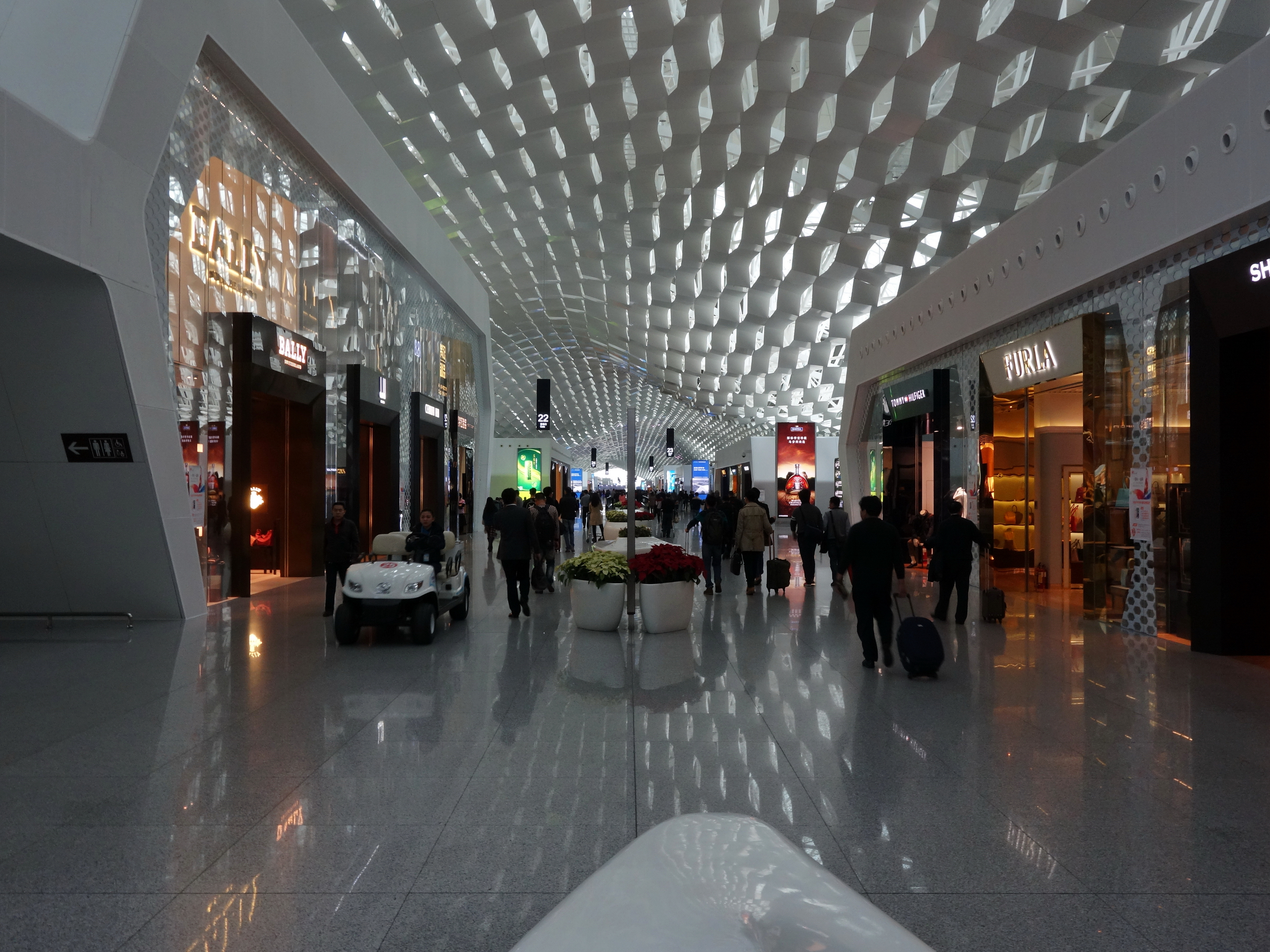
商業施設
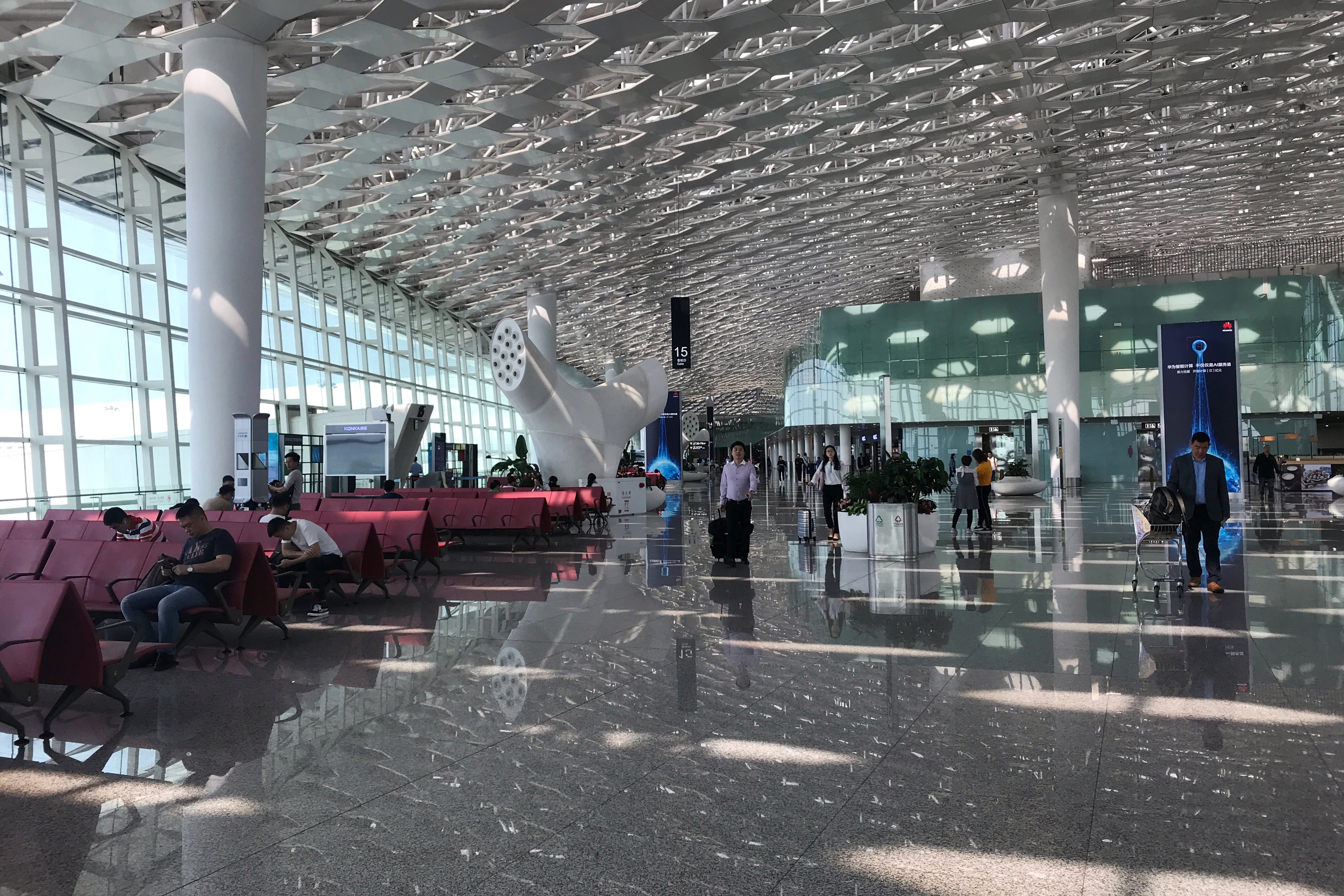
搭乗口付近
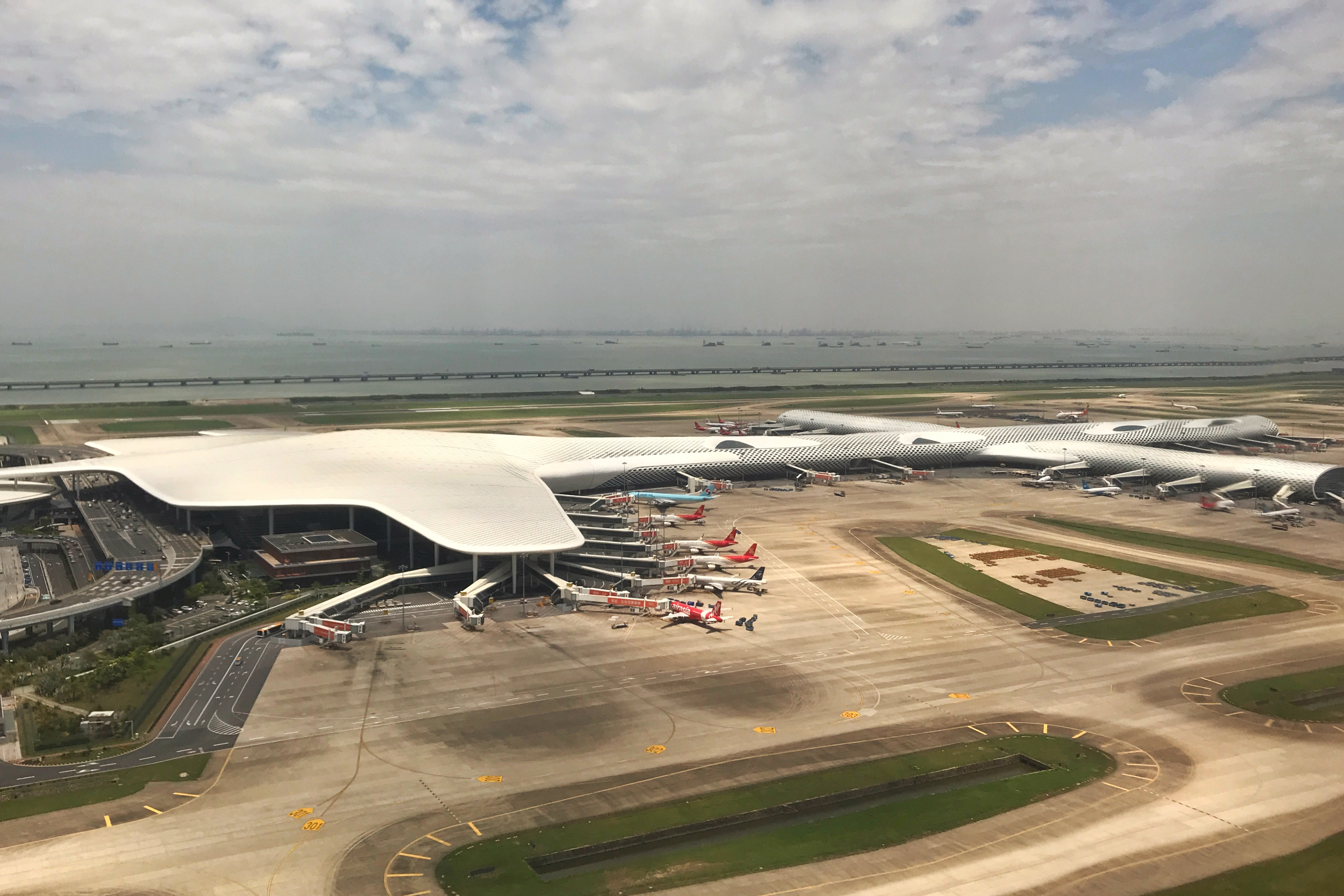
ターミナル鳥瞰

## 就航路線

### 国内線
| 航空会社     | 目的地 |
| ------------ | --- |
| 中国南方航空 | 北京/首都、上海/浦東、上海/虹橋、成都、昆明、西安、重慶、杭州、廈門、長沙、武漢、ウルムチ、南京、青島、大連、鄭州、三亜、瀋陽、海口、貴陽、ハルビン、福州、南寧、太原、南昌、長春、温州、フフホト、桂林、合肥、寧波、石家荘、銀川、麗江、無錫、西寧、オルドス、包頭、楡林、義烏、延吉、張家界、贛州、洛陽、連雲港、大理、舟山、牡丹江、瀘州、南陽、済寧、南充、遵義、常徳、丹東、梅州 |
| 深圳航空     | 北京/首都、上海/浦東、上海/虹橋、成都、昆明、西安、重慶、杭州、廈門、長沙、武漢、ウルムチ、南京、青島、大連、鄭州、三亜、瀋陽、海口、貴陽、ハルビン、天津、福州、南寧、済南、太原、南昌、長春、温州、フフホト、桂林、蘭州、合肥、銀川、麗江、無錫、西寧、泉州、常州、運城、綿陽、宜昌、湛江、南通、揚州、台州、襄陽、宜賓、景徳鎮、衢州、広元、宜春、カラマイ                         |
| 海南航空     | 北京/首都、成都、昆明、西安、重慶、杭州、廈門、長沙、ウルムチ、南京、青島、大連、鄭州、三亜、瀋陽、海口、貴陽、ハルビン、天津、済南、太原、南昌、フフホト、蘭州、合肥、寧波、石家荘、西寧、カシュガル、徐州、宜昌、臨沂、襄陽、淮安 |
| 中国東方航空 | 上海/浦東、上海/虹橋、昆明、西安、武漢、南京、青島、海口、太原、南昌、フフホト、蘭州、寧波、麗江、無錫、常州、潞西、大理、井岡山、永州 |
| 中国国際航空 | 北京/首都、上海/浦東、成都、重慶、杭州、武漢、南京、貴陽、天津、合肥、大連、達州 |
| 春秋航空     | 上海/虹橋、杭州、瀋陽、ハルビン、天津、石家荘、淮安、張家口 |
| 厦門航空     | 杭州、厦門、天津、福州、南寧、南昌、泉州 |
| 山東航空     | 青島、済南、温州、煙台、威海 |
| 吉祥航空     | 上海/浦東、上海/虹橋、北海 |
| 四川航空     | 成都、重慶、万州 |
| 成都航空     | 成都、桂林 |
| 東海航空     | 大連、寧波、麗水 |
| 雲南祥鵬航空 | 麗江、遵義 |
| チベット航空 | 成都、ラサ |
| 奥凱航空     | 天津、南寧 |
| 中国聯合航空 | 北京/大興 |
| 上海航空     | 上海/虹橋 |
| 重慶航空     | 重慶 |
| 中国西部航空 | 重慶 |
| 河北航空     | 石家荘 |
| 長竜航空     | 杭州 |
| 昆明航空     | 昆明 |

### 国際線
| 航空会社           | 目的地 |
| ------------------ | --- |
| 中国南方航空       | 東京/成田、ソウル/仁川、台北/桃園、ホーチミン、バンコク/スワンナプーム、済州、バリ、ジャカルタ、プーケット、チェンマイ(2025年8月22日より運航開始予定)、ヤンゴン(2025年8月21日より運航開始予定)、プノンペン、シドニー、ドバイ、メルボルン、メキシコシティ |
| 深圳航空           | ソウル/仁川、台北/桃園、プノンペン、バンコク/スワンナプーム、プーケット、クアラルンプール、シンガポール、東京/成田、大阪/関西、名古屋/中部、ハノイ/ノイバイ、ホーチミン/タンソンニャット、メルボルン(2025年12月22日より運航開始予定)                     |
| 中国国際航空       | フランクフルト、ロサンゼルス、ヨハネスブルグ |
| 海南航空           | ダナン、ダブリン、プーケット、フーコック、ブリスベン、ケアンズ、オークランド、バンクーバー、マドリード、ブリュッセル、チューリッヒ、ウイーン、カイロ |
| 厦門航空           | シアトル |
| 春秋航空           | プノンペン |
| アシアナ航空       | ソウル/仁川 |
| 大韓航空           | ソウル/仁川 |
| チャイナエアライン | 台北/桃園、高雄 |
| ユニー航空         | 台北/桃園、台中 |
| スクート           | シンガポール |
| シルクエアー       | シンガポール |
| エアアジア         | クアラルンプール、コタキナバル、ランカウイ、クチン |
| タイ・エアアジア   | バンコク/ドンムアン |
| スカイ・シャトル   | マカオ(フェリーターミナル) |
| 全日本空輸         | 東京/羽田 |
| エミレーツ航空     | ドバイ |

### 貨物便
| 航空会社         | 目的地 |
| ---------------- | --- |
| 翡翠国際貨運航空 | ソウル/仁川、上海/浦東、天津、アムステルダム、バルセロナ、ブレシア、チェンナイ、ドバイ、シャールジャ、イスタンブール、 フランクフルト・アム・マイン、ジュネーヴ、ラゴス、ラホール、キト（季節性運航） |
| 深圳東海航空     | 上海/浦東、香港、成都、瀋陽、マニラ |
| 揚子江快運航空   | 上海/浦東、香港、杭州、瀋陽、クラーク、ダッカ |
| UPS航空          | 大阪/関西、ソウル/仁川、シンガポール、クアラルンプール、バンコク/スワンナプーム、クラーク、ムンバイ、ケルン/ボン                                                                                      |
| フェデックス     | ソウル/仁川、アンカレッジ |
| ASL航空ベルギー  | リエージュ |
| ラヤ航空         | クアラルンプール |

## アクセス

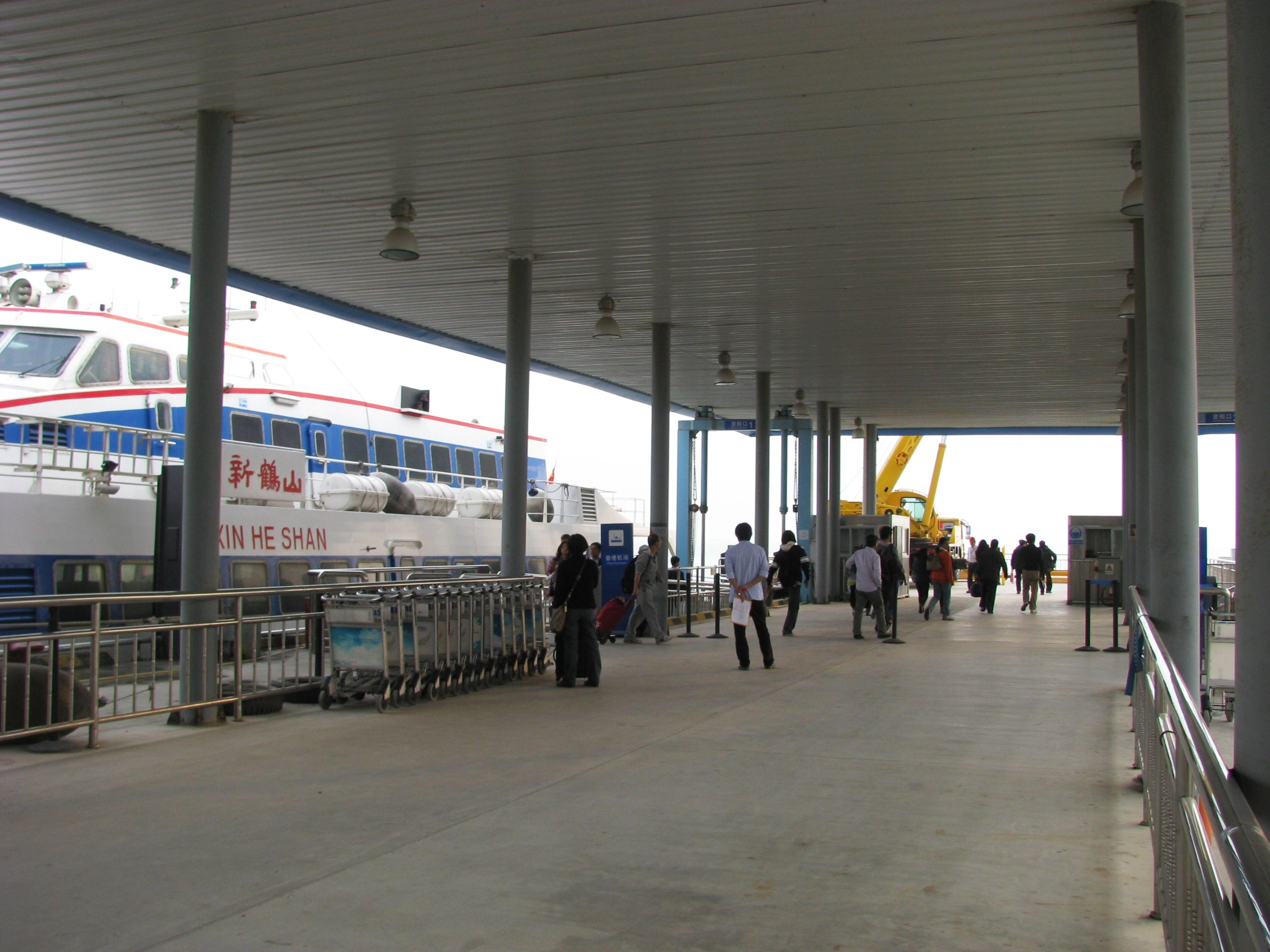
福永港フェリー埠頭 （2012年3月31日）

深圳空港到着後、各方面に行く、あるいは逆に各方面から深圳空港に行くには必ず地面交通センターを利用する。地面交通センター（英語名:Ground Transportation Center）は深圳空港直結の施設で、施設内に地下鉄、バス、タクシーのほか、高速船が無料シャトルバス経由で利用できる。内部にはインフォメーションセンターや各種チケット売り場、飲食店、コンビニ、更には隣接ホテルと空港との間の接続空間にもなっている。

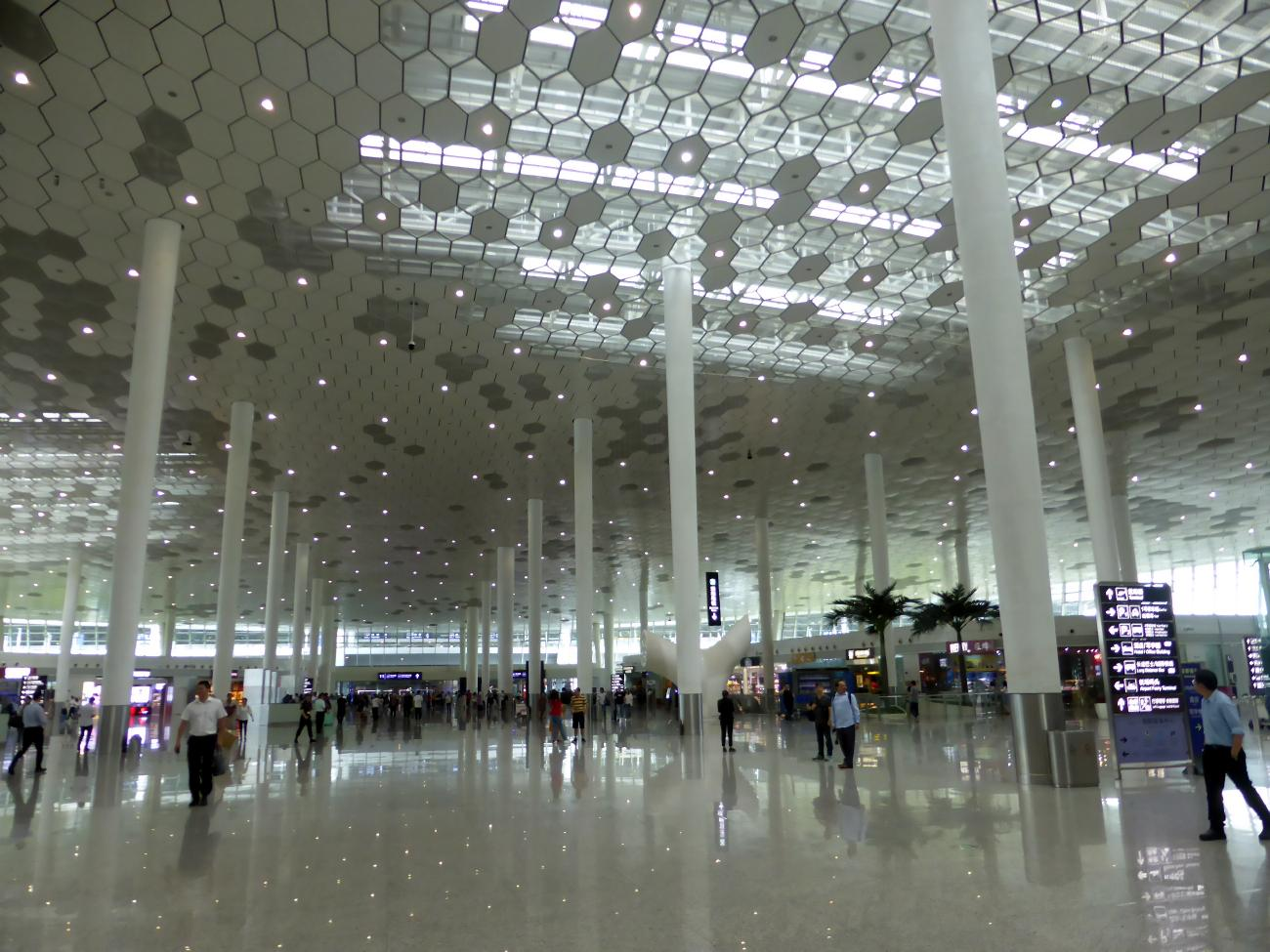
地面交通センター（GTC）全景
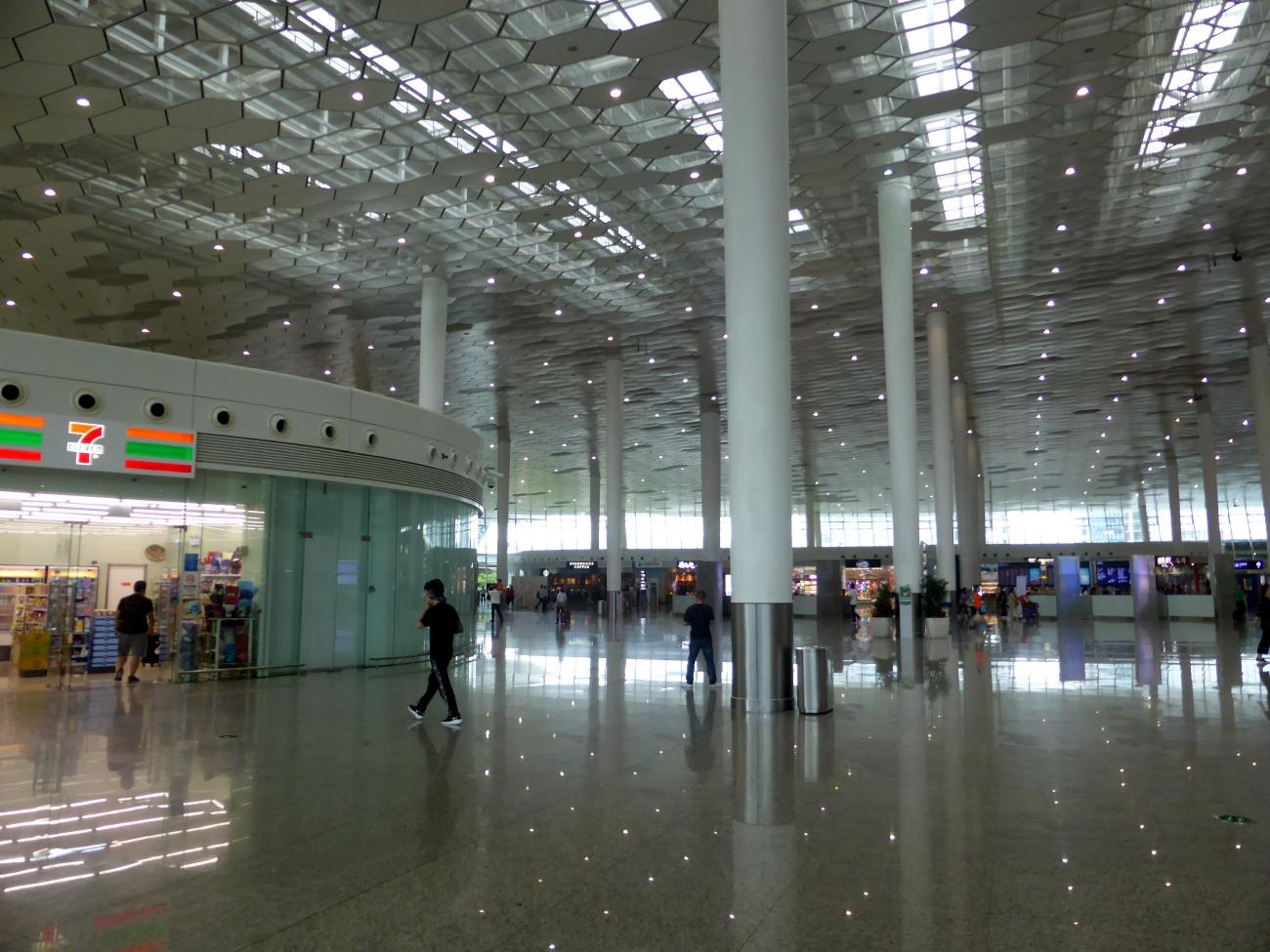
GTCにはスタバやファストフード店がある
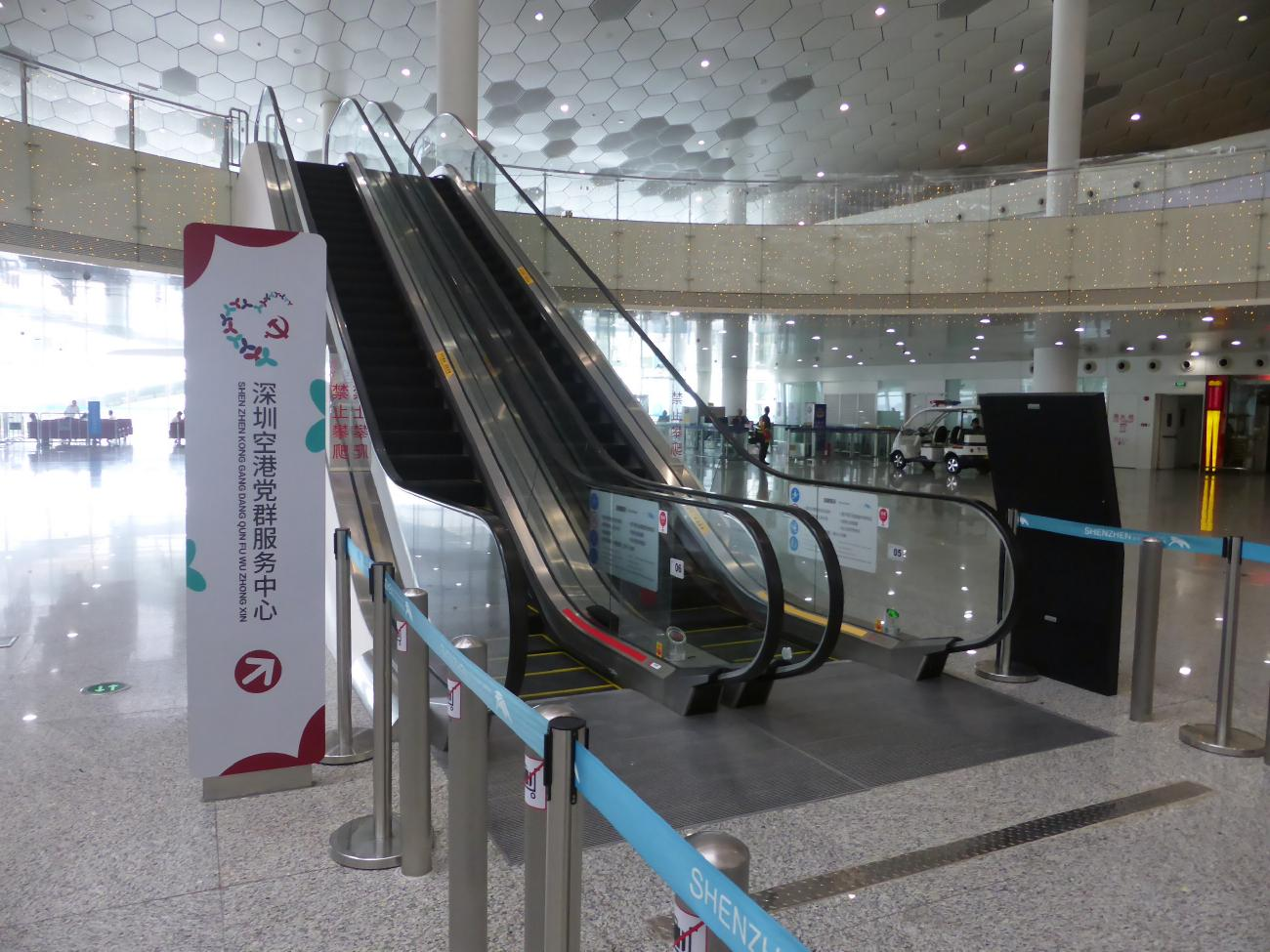
GTCの奥には党群服務センター

- 深圳市内・近郊

深圳地下鉄11号線機場駅はGTC地下1階に接続しており、市内中心部までアクセス可能。なお、1号線の機場東駅は旧ターミナルビルに近かったが、現在は空港連絡駅ではなくなったのに駅名は改称されておらず注意が必要。隣の后瑞駅からは連絡バスがある。
バスが市内各地、および近郊の都市に運行されている。羅湖駅、深圳駅までは20元、50分である。
- 香港

バス：香港国際空港、九龍、香港島、新界
※バスで香港に行く場合、深圳湾口岸でバスを下車し出国手続きをした後、別のバスで深圳湾大橋を渡る。

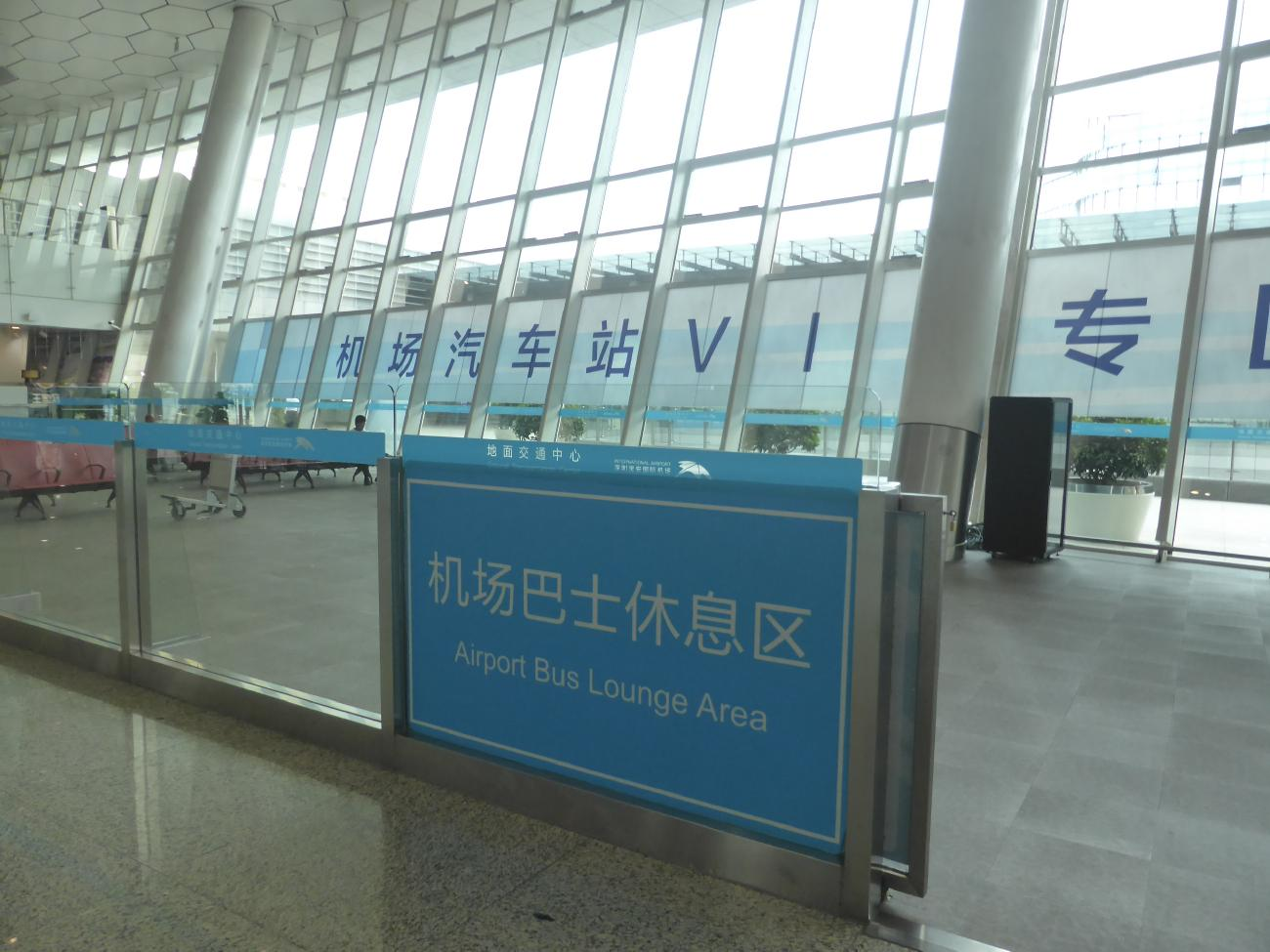
GTC内にある無料バスラウンジ
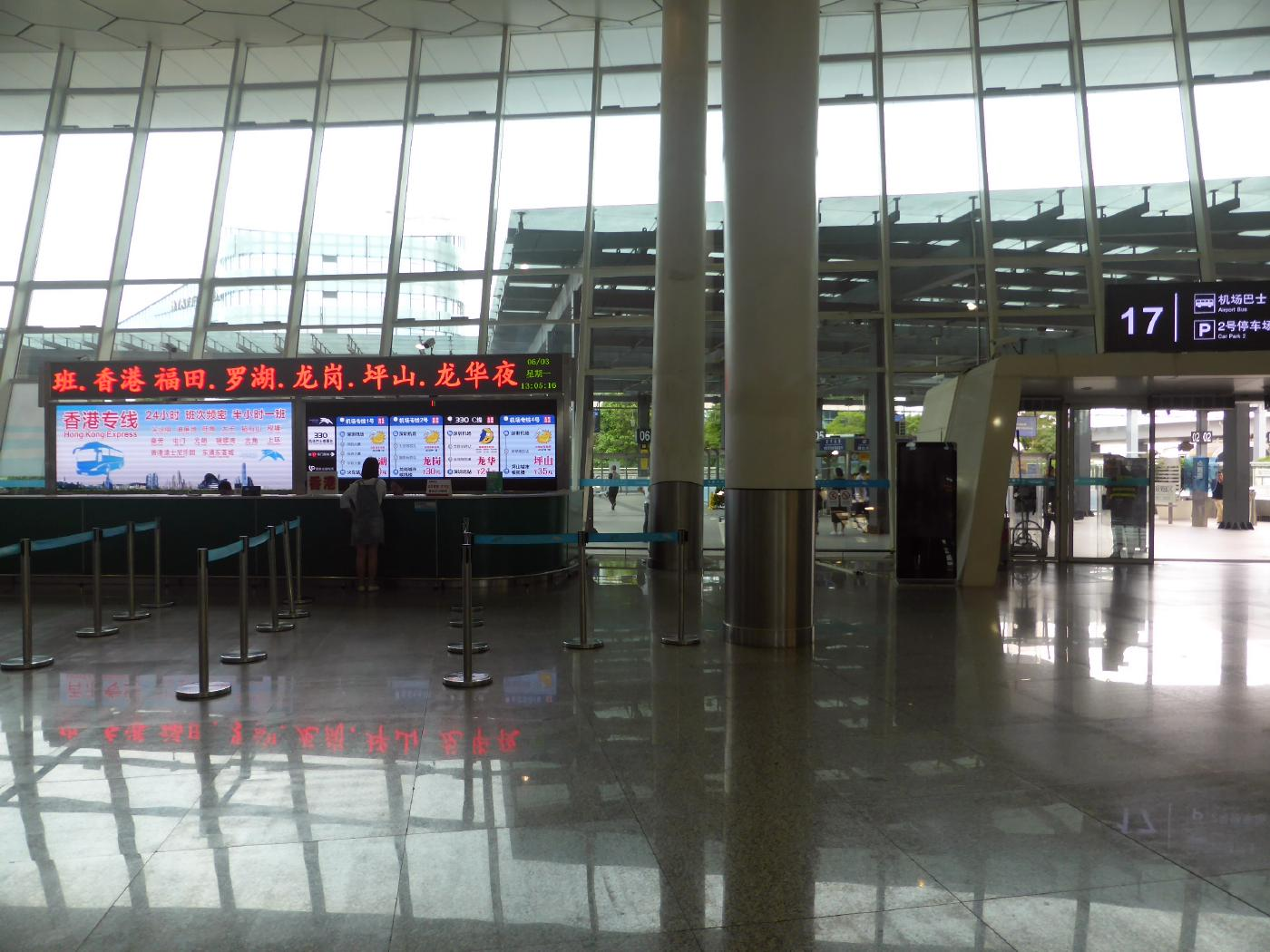
17番出口から香港へ
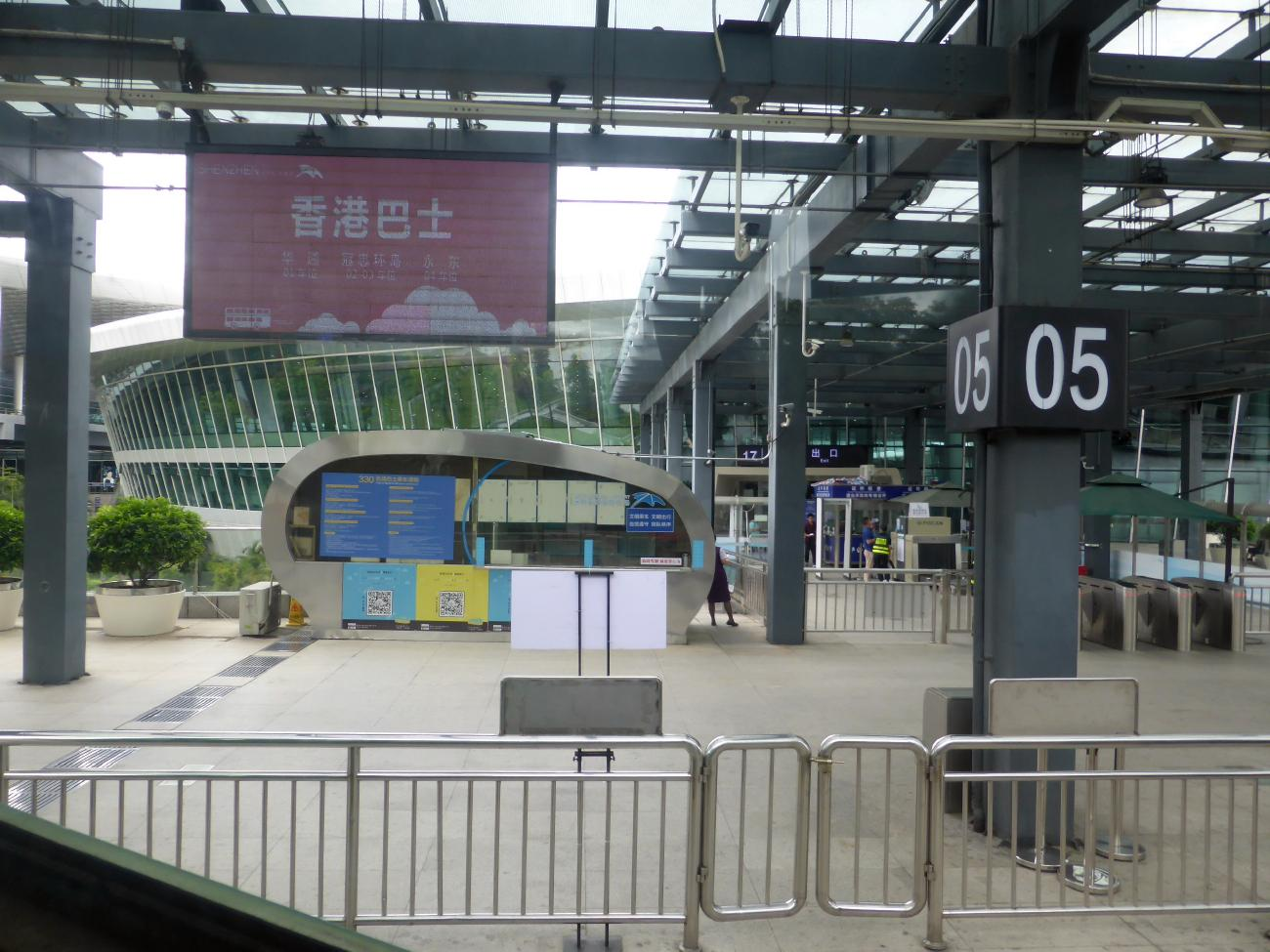
香港行きは5番バス停留所
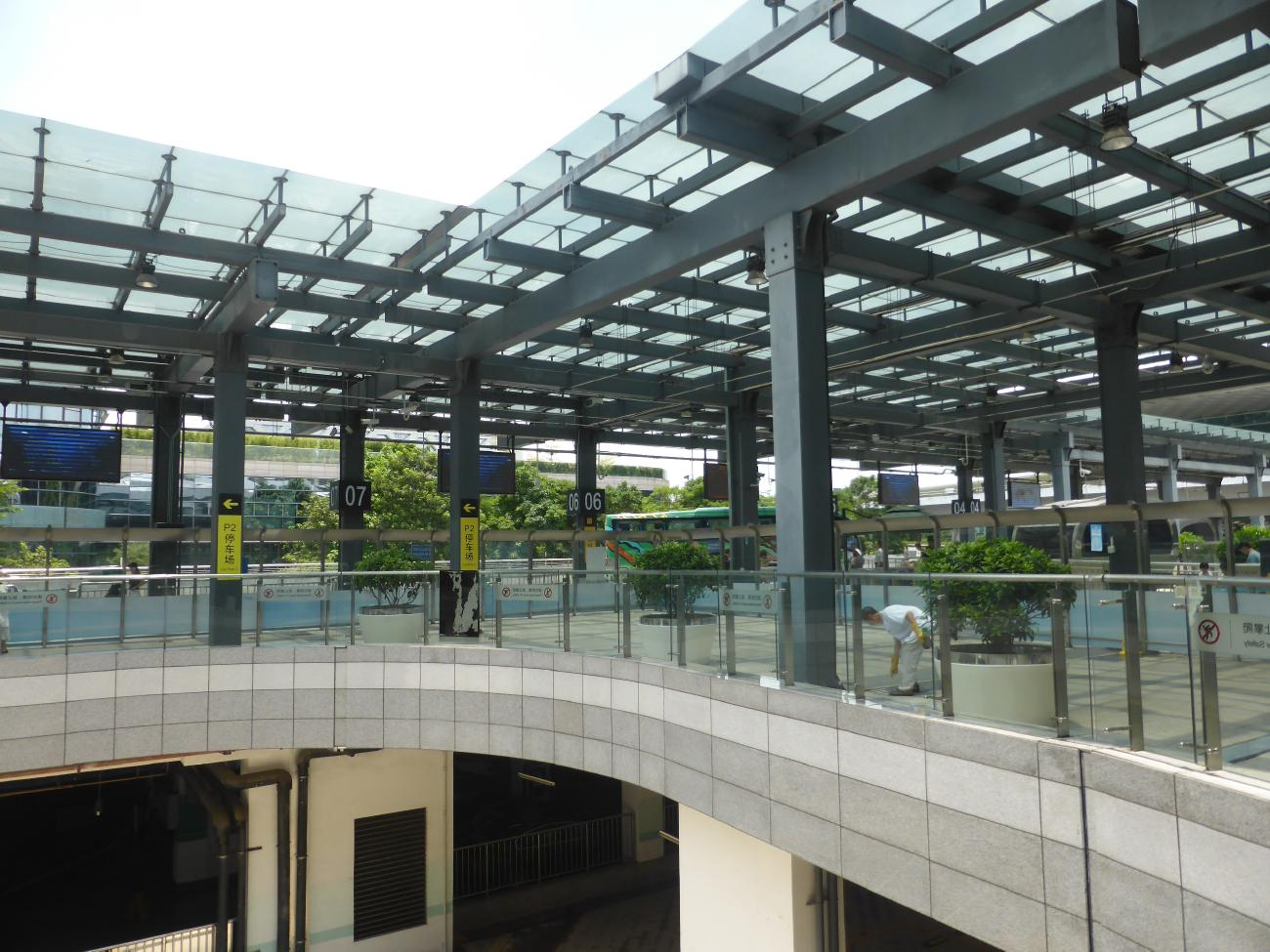
各方面へのバス停留所

高速船：香港国際空港（珠江客運が運航）
※高速船で香港空港に行くには、同空港で出国手続きを行う関係上、当日の搭乗チケットが無いと乗船不可。
- マカオ

高速双胴船：アウター・ハーバー・フェリーターミナル（TurboJETが運航）、タイパ・フェリーターミナル発着便もあり。
- 福永港フェリー埠頭
（2012年3月31日）

## 空港名について
もともとは、深圳黄田国際空港という名称であった。しかし、台湾商人が多く利用しているが、閩南語において「黄田」（白話字：hông-chhân）が「黄泉」（白話字：hông-chuân）と発音が類似しており、それらを連想されると、空港のイメージダウンになることから、所在地（深圳市宝安区）と平安を保つ意味（中国語 : 保平安）から宝安（中国語では「保」と「宝」は同じ「bǎo」という発音である）と改めた。

## エアポートホテル
深圳宝安国際空港には3つの空港直結ホテルが地面交通センター（Ground Transportation Center）側に併設されている。
- ハイアット リージェンシー 深圳 エアポート[24]（Hyatt Regency Shenzhen Airport/深圳機場凱悦酒店）

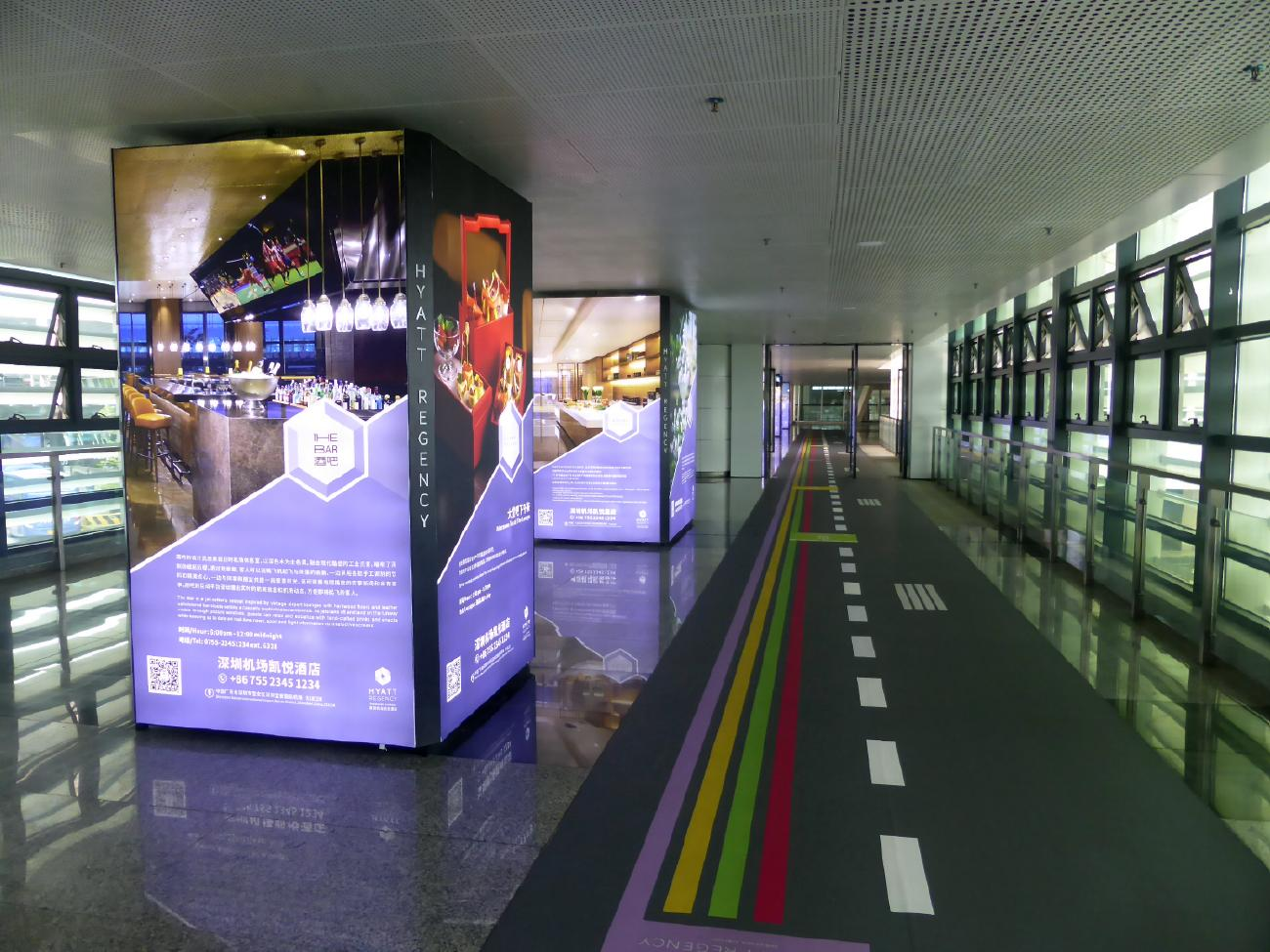
GTCの16番口からリージェンシーホテルへ
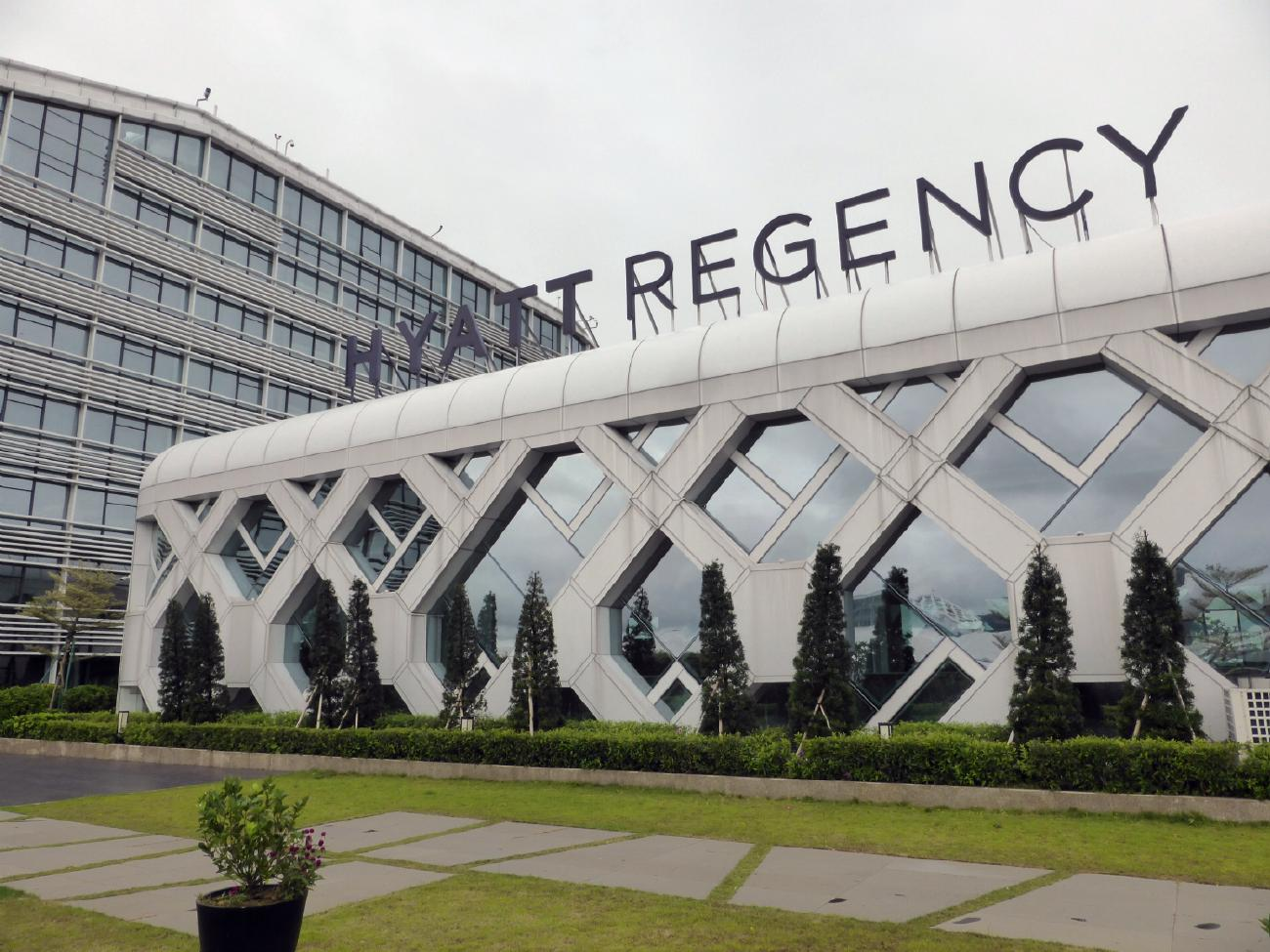
ハイアットリージェンシーと専用屋内プール
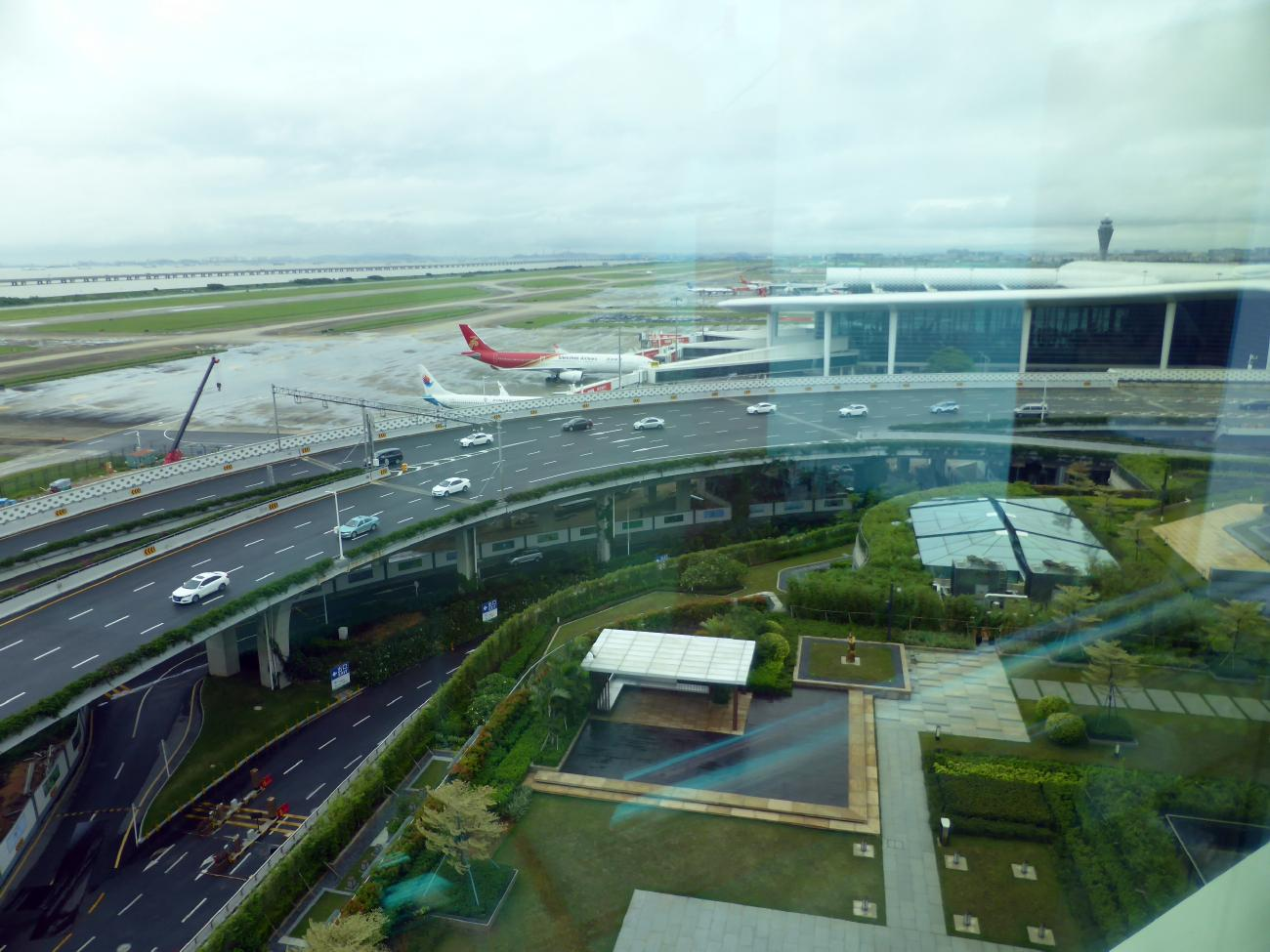
ハイアット リージェンシーから見た空港
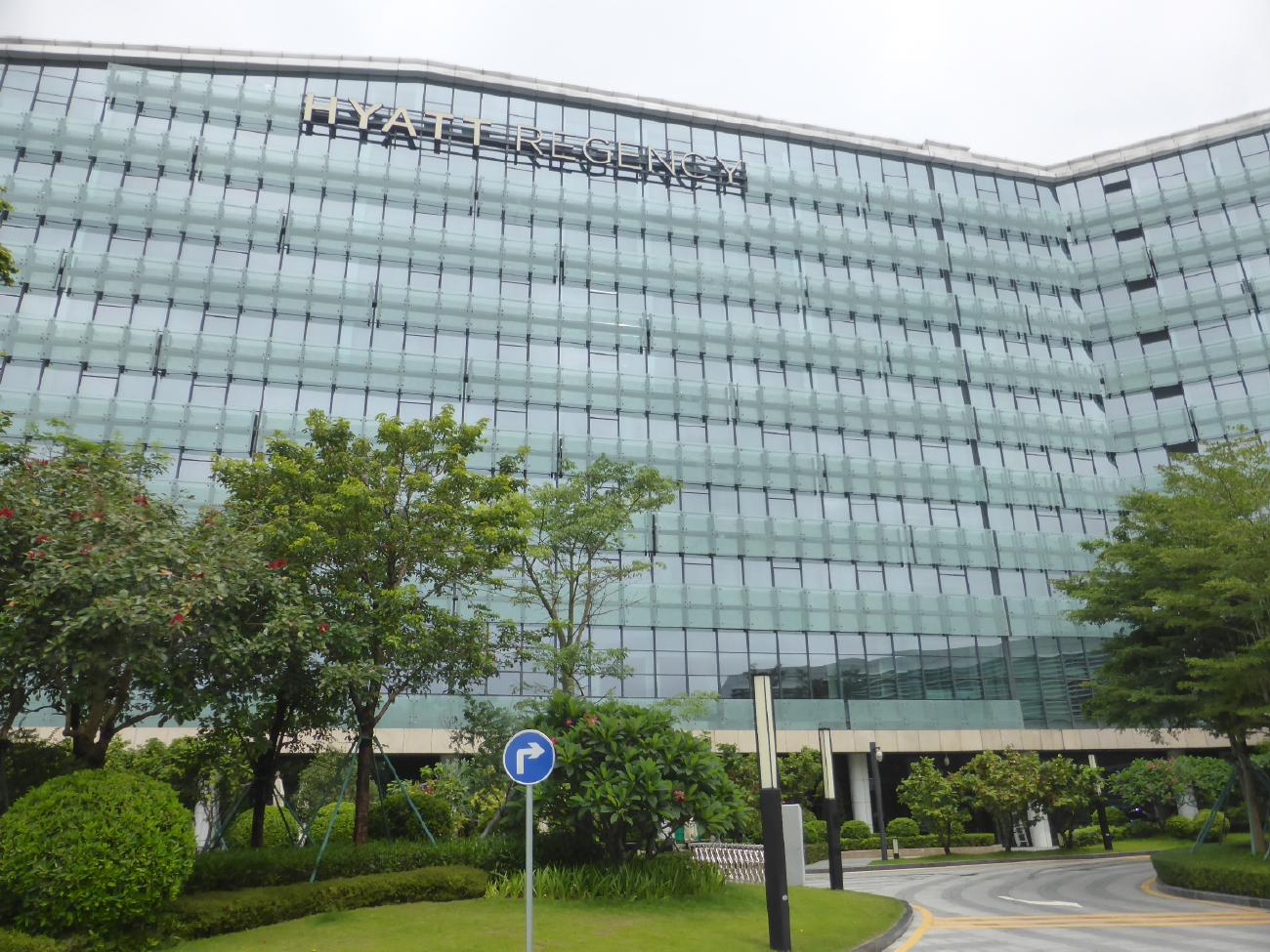
ハイアット リージェンシー正面

- ハイアット プレイス 深圳 エアポート[25]（Hyatt Place Shenzhen Airport/深圳機場凱悦嘉軒酒店）
- ハイアット ハウス 深圳 エアポート[26]（Hyatt House Shenzhen Airport/深圳機場凱悦嘉寓酒店）

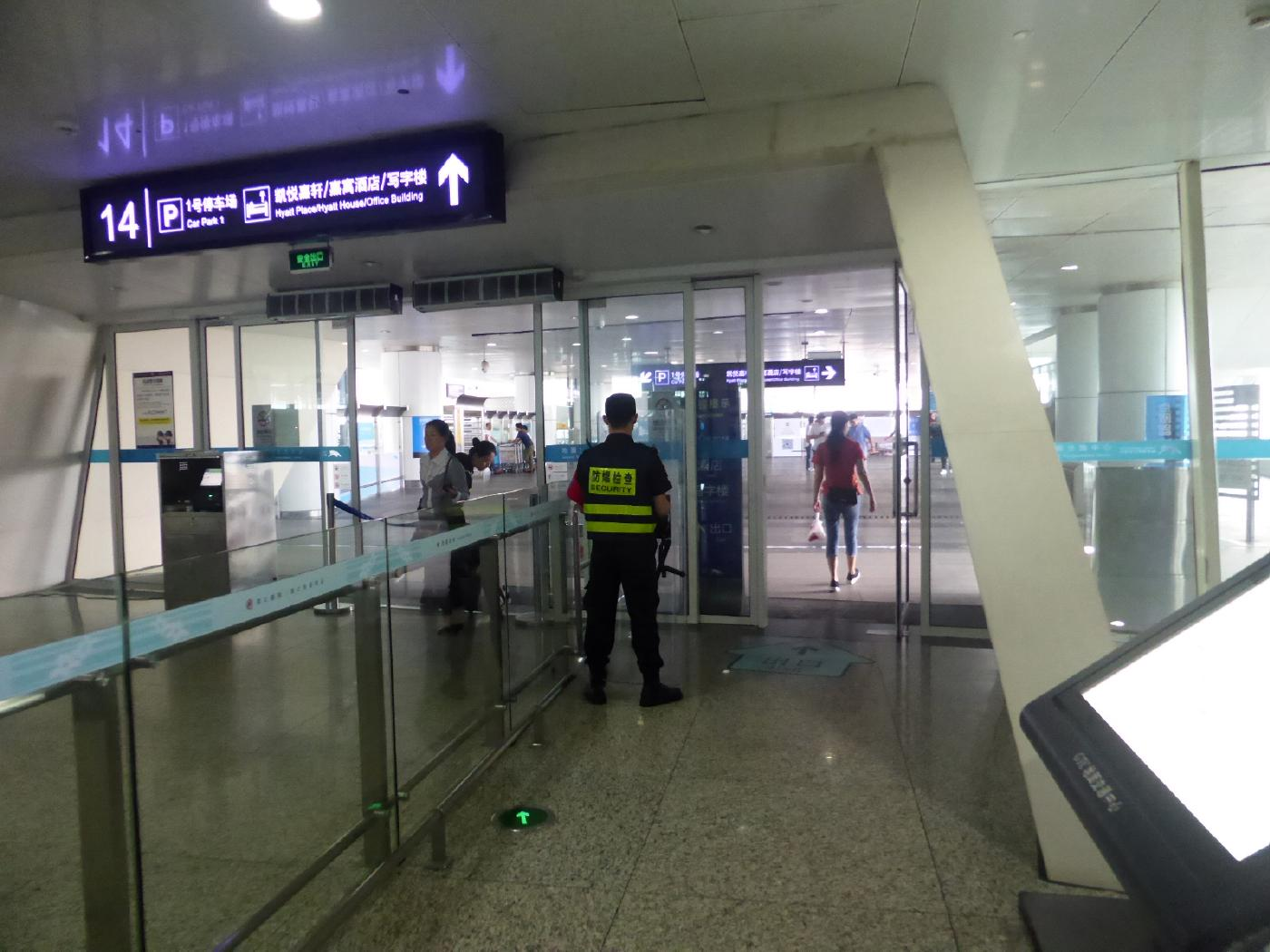
GTCの14番出口でホテルへ
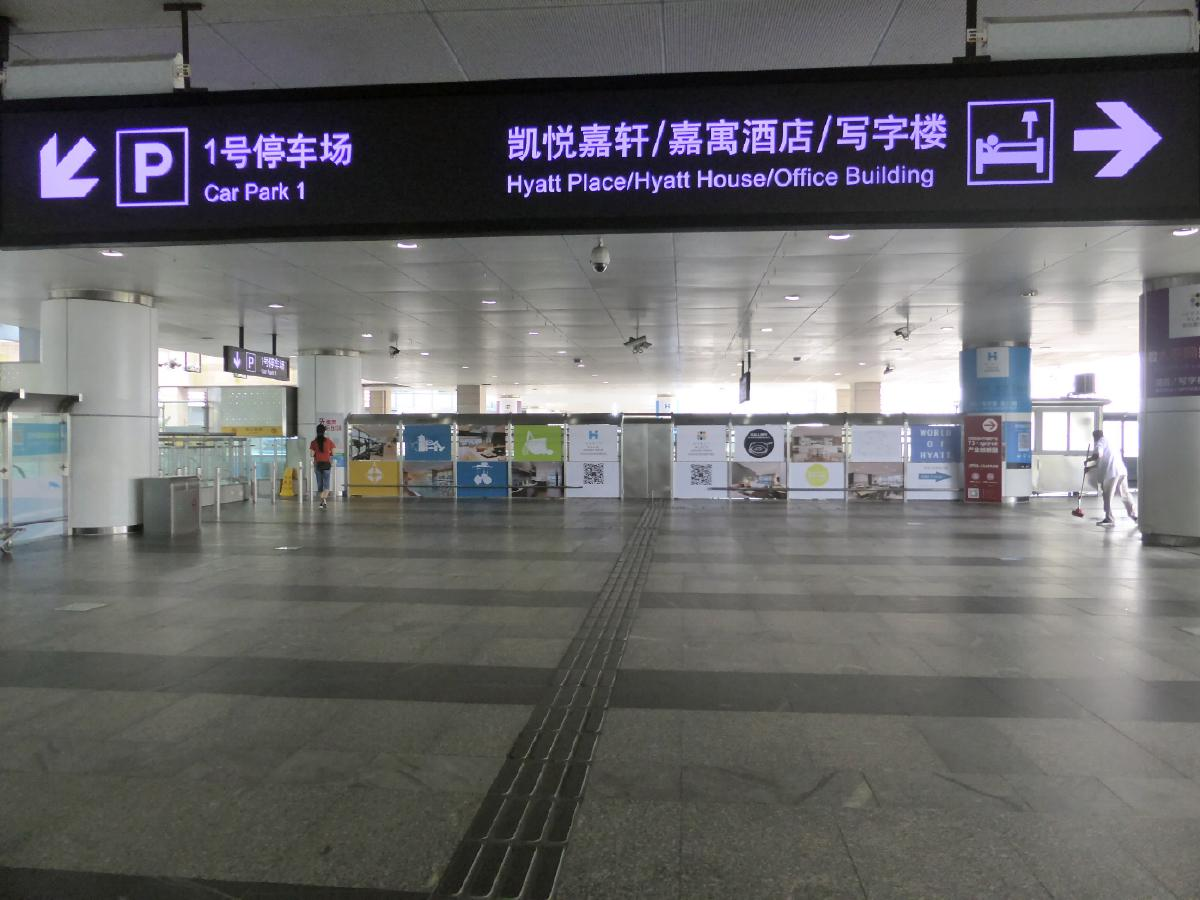
ハイアット プレイスとハイアット ハウス
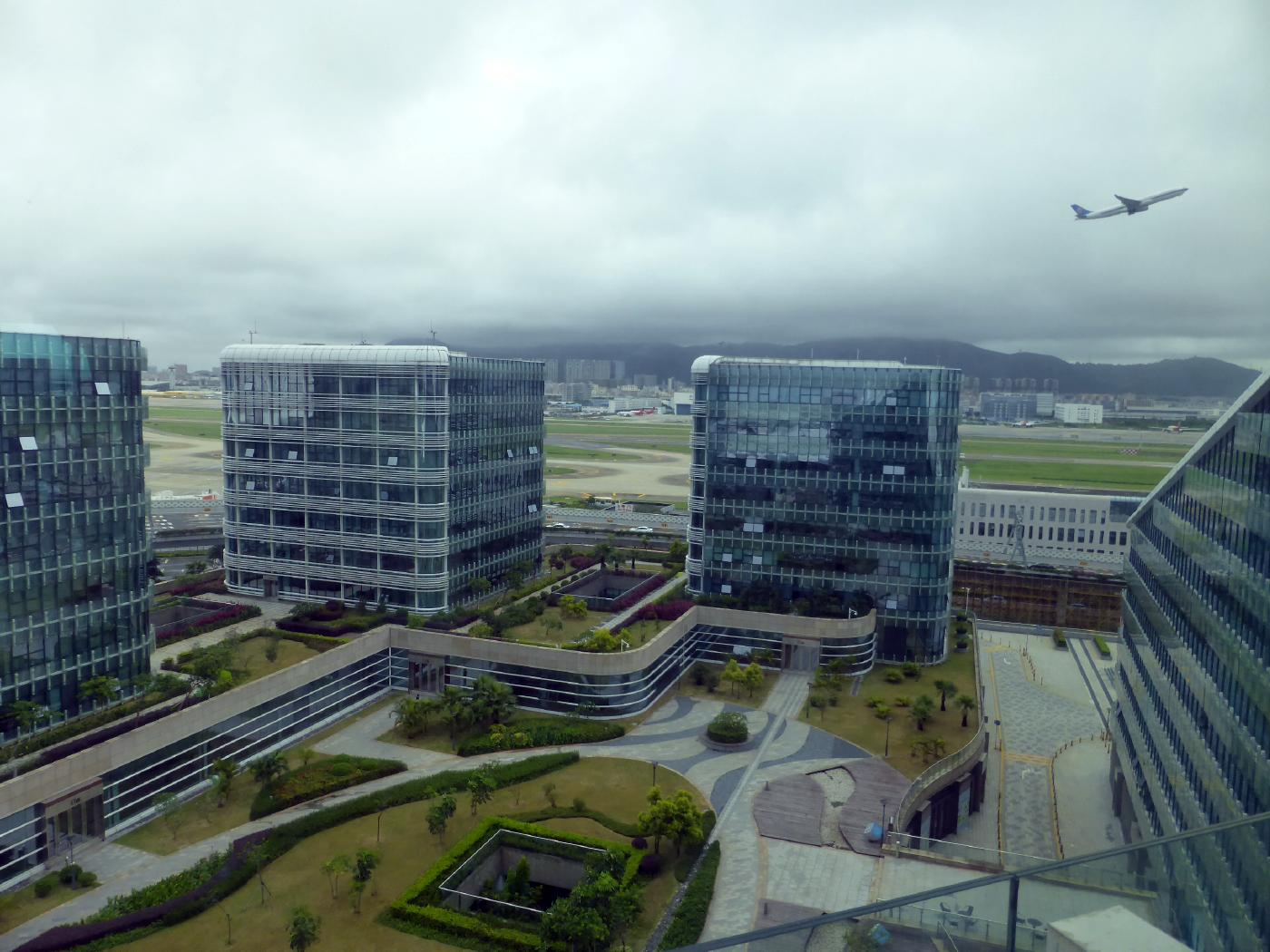
離陸する飛行機と右側のホテル
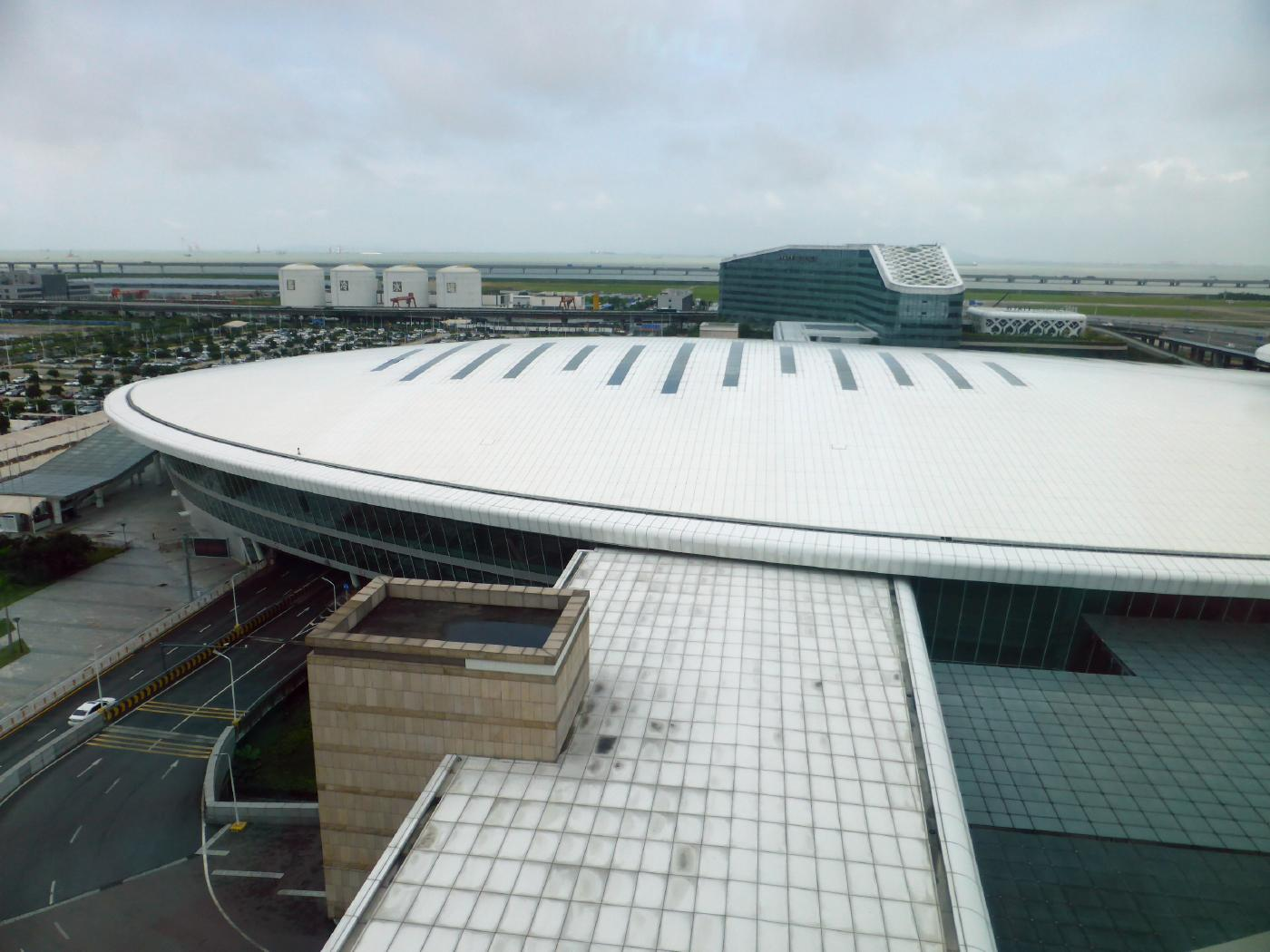
地面交通センターと奥のリージェンシー